# Partia Koalicji Narodowej
Koalicja Narodowa (fin. Kansallinen Kokoomus, skr. Kok., szw. Samlingspartiet, skr. Saml.) – fińska partia polityczna o profilu liberalno-konserwatywnym. Jej posłowie w Parlamencie Europejskim zasiadają we frakcji chadeckiej.
Partia opiera swoją działalność na „indywidualnej wolności i odpowiedzialności, równości, zachodniej demokracji i systemie gospodarczym, zasadach humanitarnych i trosce”.

## Historia
Korzenie partii sięgają ruchów kulturalnych i politycznych w dziewiętnastowiecznej, autonomicznej Finlandii byli tzw. fennomani. Domagali się oni upowszechnienia języka fińskiego i równouprawnienia go z językiem szwedzkim. W końcu XIX wieku, wobec prób ograniczenia przez carat fińskiej autonomii, wśród fennomanów nastąpił rozłam na starofinów, skłonnych do ustępstw wobec Rosji i młodofinów, broniących autonomii.
Po rewolucji lutowej 1917 roku nastąpiło odrodzenie narodowe Finów i oderwanie Finlandii od Rosji. Z pomocą wojsk niemieckich 6 grudnia 1917 Finowie ogłosili niepodległość. Pierwsza konstytucja („Akt o Formie Rządu”) została uchwalona 21 czerwca 1919.
Mniej więcej w tym samym okresie, w 1918, starofinowie utworzyli konserwatywną partię Kansallinen Kokoomus (KOK), czyli Koalicję Narodową. Jednym z przywódców był Juha Kusti Paasikivi, który od maja do października 1918 był premierem Finlandii. Paasikivi chciał przyjaznych stosunków z powstającą Rosją Radziecką i doprowadził nawet do podpisania z nią w 1920 traktatu pokojowego. Sama partia miała jednak odmienne cele i dążenia, gdyż skłaniała się bardziej ku współpracy z Niemcami. Koalicja Narodowa miała konserwatywny, nacjonalistyczny i progermański program z silnymi akcentami antykomunistycznymi. Początkowo opowiadała się za ustanowieniem w Finlandii monarchii, jednak w 1919 zaakceptowała republikańską formę państwa. Bazę społeczną tej partii stanowiła zgodnie z tradycją starofinów burżuazja, wyższe warstwy urzędnicze, duchowieństwo, znaczna część korpusu oficerskiego i część inteligencji, zwłaszcza wykonująca wolne zawody.
W latach 1939–1944 Koalicja Narodowa wchodziła w skład koalicji rządzącej. Fakt współpracy z nazistami wpłynął na marginalizację polityczną partii tuż po 1945. Po przetargach koalicyjnych partia przeszła do opozycji. Mimo tego lider partii, Juho Paasikivi, do 1946 piastował urząd premiera, a w latach 1946–1956 – prezydenta (w Finlandii prezydent skupia w rękach dużą władzę).
Po drugiej wojnie światowej, w szczególności w latach sześćdziesiątych, ugrupowanie postanawia nieco zmienić swoje oblicze. Elementy germanofilskie zostają wyeliminowane, a konserwatyzmowi nadano bardziej stonowany i współczesny charakter. Partię cechuje jednak nadal akcentowanie elementów nacjonalistycznych, nordyckich oraz prokapitalistycznych. Zaczęto dążyć do tego aby ugrupowanie objęło swoimi wpływami również warstwy średnie. Program partii obejmował też bliższą współpracę z innymi krajami skandynawskimi i kontynuował linię Paasikiviego w zakresie stosunków z ZSRR. W 1958, po raz pierwszy od 1945, partia weszła w skład koalicji rządzącej.
Przełom dla Koalicji przyniósł jednak dopiero rok 1979, gdy zdobyła ona około 22% głosów (uważano to za fińską część „konserwatywnej rewolucji” – w tym okresie wzrosło w świecie poparcie dla haseł konserwatywnych). Wtedy też KOK miała najwięcej w swojej historii członków – około 87.000. Partia, dzięki finansowemu i personalnemu wsparciu burżuazji, środowisk menedżerskich oraz wpływowej prasy wywierała duży wpływ na życie gospodarcze kraju. W swoim programie z 1981 roku, w nawiązaniu do wcześniejszej linii politycznej, Koalicja Narodowa akcentowała rolę jednostki i poparła własność prywatną oraz moralne wartości chrześcijaństwa. Skupiono się także na potrzebie zapewnienia Finlandii skutecznej obronności militarnej, przy zachowaniu jej neutralności. Odnośnie do ustroju państwa akcentowano potrzebę poszanowania zasad konstytucyjnych, systemu parlamentarnego i podziału władzy, zapewnienia efektywnej pracy administracji oraz zrównoważonego podziału decyzji pomiędzy państwo a poszczególne organy samorządu terytorialnego. Partia podkreślała znaczenie dobrobytu materialnego, osiągając to m.in. poprzez racjonalne gospodarowanie zasobami państwa. KOK skłaniała się także ku ochronie środowiska i zachowując cechy partii prawicowej deklarowała poparcie dla politycznego centrum. Jednocześnie starano się zrzeszać członków o różnych pozycjach społecznych. To wszystko sprawiło, że Koalicja Narodowa zaczęła być postrzegana przez Finów jako partia ogólnonarodowa.
W 1983 partia otrzymała już ponad 22% głosów, stale powiększając swoje wpływy. Na KOK, jako główną partię opozycyjną, głosowały zwłaszcza osoby krytycznie oceniające politykę centrolewicowych rządów koalicyjnych lub poszczególne przedsięwzięcia rządowe. Koalicja Narodowa była partią dość nowoczesną jak na ugrupowanie konserwatywne i dzięki temu zdobyła też poparcie młodzieży. Wzrost swojej popularności KOK osiągnęła kosztem partii centrowych, głównie Centrum i liberałów, którym odebrała elektorat.
Rok 1987 to wybory parlamentarne i powód do świętowania dla działaczy Koalicji: partia zdobyła 23,1% głosów i 53 mandaty, wraz z Partią Centrum i Partią Socjaldemokratyczną utworzyła koalicję rządową, a premierem został po raz pierwszy od 1945 polityk z KOK, H. Holkeri. Rząd ten stanowił pewien wyłom w fińskiej tradycji dystansowania się socjaldemokratów od możliwości współdziałania z głównym ugrupowaniem konserwatywnym.
Od wyborów w 1987 Koalicja Narodowa pozostawała przy władzy, wchodząc w skład kolejnych gabinetów H. Holkeriego, E. Aho i P. Lipponena. Od 1991 dał się jednak zauważyć spadek popularności partii. W wyborach w 1991 KOK uzyskała 19,3% głosów i 40 mandatów, a w 1995 tylko 17,9% głosów i 39 mandatów. Można to przypisać wydarzeniom związanych z Jesienią Ludów w 1989 i upadkiem ZSRR w 1991. Wpłynęły one niekorzystnie na gospodarkę Finlandii, doprowadzając do spadku dochodu narodowego o 10% i wzrostu bezrobocia do 20%, a to z powodu problemów w handlu zagranicznym, wynikłych z zerwania więzi z wschodnim sąsiadem, dokąd kierowano 1/4 fińskiego eksportu. W związku z tymi problemami podjęto starania o przystąpienie Finlandii do Unii Europejskiej. Koalicja Narodowa już wcześniej propagowała zbliżenie z Zachodem i mocno uczestniczyła w prounijnej kampanii. Ostatecznie Finlandia weszła do UE w 1995.
Poprawa sytuacji gospodarczej w kraju poprawiła też sondaże KOK. W wyborach w marcu 1999 partia otrzymała 22,4% głosów i 46 mandatów w parlamencie – to drugi wynik, zaraz po partii socjaldemokratycznej, która uzyskała 22,9% głosów. Rząd utworzyła koalicja KOK z socjaldemokratami, Ligą Lewego Skrzydła, Szwedzką Partią Ludową i Ligą Zielonych.
Następnym sprawdzianem miały być wybory 16 marca 2003. Po czteroletnich rządach Koalicja Narodowa oraz inne partie rządzące były krytykowane za rosnące bezrobocie (uważano, że 9,1% to jak na warunki unijne dość dużo). Poza tym proamerykańska postawa rządu dotyczące wojny z Irakiem (które chętnie wykorzystywała opozycja, mocno je wyolbrzymiając) budziły niezadowolenie dużej części ludności. Ostatecznie wybory w 2003 wygrała Partia Centrum, zdobywając około 24% głosów. Partia Centrum utworzyła koalicję rządową wraz ze Szwedzką Partią Ludową i socjaldemokratami. Koalicja Narodowa zdobyła 18,6% (40 mandatów) i znalazła się w opozycji. W wyborach w 2007 partia zajęła już drugie miejsce z wynikiem 22,3% głosów, zdobywając 50 mandatów i wchodząc do koalicji rządzącej.
W wybory prezydenckich w 2012 roku kandydat partii Sauli Niinistö (który bez powodzenia kandydował również w 2006) wygrał w drugiej turze z Pekka Haavisto z Ligi Zielonych, zdobywając 62,6% głosów. W 2018 roku Niinistö z powodzeniem ubiegał się o reelekcję, wygrywając już w pierwszej turze.
Partia Koalicji Narodowej zwyciężyła w wyborach parlamentarnych w 2023 roku osiągając 20,8% poparcia i 48 mandatów w Eduskuncie.

## Przewodniczący
- Hugo Suolahti (1918–1919)
- Eemil Nestor Setälä (1920)
- Antti Tulenheimo (1921–1924)
- Hugo Suolahti (1925)
- Kyösti Haataja (1926–1932)
- Paavo Virkkunen (1932–1933)
- Juho Kusti Paasikivi (1934–1936)
- Pekka Pennanen (1936–1942)
- Edwin Linkomies (1943–1944)
- K. F. Lehtonen (1945)
- Arvo Salminen (1946–1954)
- Jussi Saukkonen (1955–1965)
- Juha Rihtniemi (1965–1971)
- Harri Holkeri (1971–1979)
- Ilkka Suominen (1979–1991)
- Pertti Salolainen (1991–1994)
- Sauli Niinistö (1994–2001)
- Ville Itälä (2001–2004)
- Jyrki Katainen (2004–2014)
- Alexander Stubb (2014–2016)
- Petteri Orpo (od 2016)